# Hilarempis barbatula
Hilarempis barbatula är en tvåvingeart som beskrevs av Mario Bezzi 1909. Hilarempis barbatula ingår i släktet Hilarempis och familjen dansflugor. Inga underarter finns listade i Catalogue of Life.